# Coleomyia hinei
Coleomyia hinei är en tvåvingeart som beskrevs av Wilcox och Martin 1935. Coleomyia hinei ingår i släktet Coleomyia och familjen rovflugor. Inga underarter finns listade i Catalogue of Life.